# (5904) Württemberg
(5904) Württemberg – planetoida z grupy pasa głównego asteroid okrążająca Słońce w ciągu 4 lat i 288 dni w średniej odległości 2,84 j.a. Została odkryta 10 stycznia 1989 roku w Obserwatorium Karla Schwarzschilda w Tautenburgu przez Freimuta Börngena. Nazwa planetoidy pochodzi od Wirtembergii, historycznej krainy w południowo-zachodnich Niemczech. Przed jej nadaniem planetoida nosiła oznaczenie tymczasowe (5904) 1989 AE7.